# Delfín Benítez Cáceres
Delfín Benítez Cáceres (Asunción, Paraguay, 24 de septiembre de 1910-Caracas, Venezuela, 8 de enero de 2004) fue un futbolista y director técnico paraguayo. Jugaba de delantero. Integró el equipo bicampeón de Boca Juniors, que se consagró en las temporadas 1934 y 1935. Ocupa el 12.º lugar en la lista de máximos goleadores históricos del fútbol argentino.
Destacó tanto en el fútbol paraguayo como en el argentino. Es considerado uno de los grandes ídolos del Club Libertad, con el cual se consagró campeón en los campeonatos de 1930 y 1945. En Boca Juniors, formó parte de uno de los tridentes ofensivos más temidos de la historia, junto a Roberto Cherro y Francisco Varallo, ambos también íconos del club «xeneize». Anotó 6 goles en 12 partidos del denominado Superclásico del fútbol argentino. Jugó en Racing Club de Avellaneda y Ferro Carril Oeste, antes de trasladarse al fútbol colombiano, específicamente al Sporting de Barranquilla, donde concluyó los últimos años de su carrera.

## Legado deportivo
Su nieto Gabriel Benítez es también futbolista. Fue convocado por primera por la selección de fútbol de Venezuela en octubre de 2019, debutando como lateral izquierdo en el segundo tiempo en un partido amistoso contra la selección de fútbol de Trinidad y Tobago el 14 de octubre de 2019.

## Trayectoria

### Libertad
Desde su infancia, Delfín Benítez Cáceres estuvo estrechamente vinculado al fútbol. Ingresó a las divisiones inferiores del Club Libertad, el club de sus afectos, siendo aún muy joven. Su residencia estaba justo frente al estadio del gumarelo, lo que le permitía tener el campo de juego a solo unos pasos. Allí, aprendió a desarrollar sus primeras habilidades con el balón. Su destacada actuación en el filial le permitió ascender rápidamente al primer equipo. Su debut se produjo en 1927 en el Clásico Blanco y Negro contra el Club Olimpia, cuando tenía 17 años. En ese partido, reemplazó a su ídolo de siempre, Gerardo Rivas. Su debut fue un presagio de su exitosa carrera: Libertad ganó 2-1 con el gol de la victoria anotado por Benítez Cáceres.
En 1930, tres años después de su debut, Benítez Cáceres se consagró campeón con Libertad. El equipo, dirigido por el Narciso Méndez, ganó el campeonato con una alineación conformada por: Bogarín; Velázquez y Vásquez; Cardozo, Sosa León y Viccini; Lino Nessi, Sánchez, Benítez Cáceres, Bernié y Sosa Lagos. La definición del torneo fue dramática. En la penúltima fecha, el Club River Plate, con 21 puntos, debía enfrentarse a Olimpia el 23 de noviembre de 1930. Un empate les habría asegurado el título, pero perdieron 1-3. Mientras tanto, Libertad, con 20 puntos, jugaba contra el colista Club Presidente Alvear. Los albiverdes, enfrentando una fuerte resistencia, lograron marcar el gol decisivo a última hora gracias a Delfín Benítez Cáceres, asegurando así el campeonato con un 2-1.
Benítez Cáceres retornó al Club Libertad en 1945 tras un exitoso paso por el fútbol argentino. Con la dirección del entrenador Manuel Fleitas Solich, Libertad obtuvo su segunda corona con la participación de Benítez Cáceres en su último campeonato. En la última fecha del torneo, Libertad, con 25 puntos, se enfrentó a su escolta Cerro Porteño, que contaba con 24 puntos. Cerro Porteño necesitaba ganar para ser campeón, pero Libertad se impuso con una contundente victoria de 5-0, logrando así su sexta estrella. El equipo estaba conformado por: Marcelino Vargas, Amado Casco, Víctor Vega, Manuel Gavilán, Victoriano Leguizamón y Mario Fernández; Eligio Esquivel, Delfín Benítez Cáceres, Gavino Arévalo, Porfirio Rolón y Alejandro Roa.

### Boca Juniors
En 1932, Delfín Benítez Cáceres se incorporó a Boca Juniors, donde su habilidad lo hizo destacar rápidamente, convirtiéndose en el segundo máximo goleador del club en la era profesional hasta ese momento. Debutó en la 15.ª fecha del campeonato de 1932 y se consagró como ídolo de la hinchada en un partido en el que Boca Juniors, perdiendo 1-0, empató gracias a su gol y él mismo marcó el 2-1 con un disparo desde 30 metros. Formó parte del célebre trío ofensivo de Boca Juniors en 1935, junto a Roberto Cherro y Francisco Varallo, y ganó los títulos de 1934 y 1935.
Con el tiempo, Benítez Cáceres fue reconocido como uno de los cuatro grandes mariscales del fútbol paraguayo, junto a Gerardo Rivas, Manuel Fleitas Solich y Arsenio Erico.

### Racing Club
En 1939, tras concluir su contrato con Boca Juniors, pasó a jugar en el Racing Club, donde siguió afirmando su condición de goleador, siendo uno de los dos máximos anotadores en el Campeonato de Primera División de 1940, condición que no había podido conseguir en su anterior equipo.

### Ferro Carril Oeste
En 1941, integró el conjunto de Ferro Carril Oeste.

### Últimos años como jugador
Tras su paso por Ferro, jugó en Venezuela por algunas temporadas en el de La Salle La Colina. Recalo en el fútbol de Colombia militando en el ya extinto Sporting de Barranquilla, luego en el Boca Juniors de Cali donde se retiró en 1953 a la edad de 42 años. En su paso por el fútbol argentino, convirtió un total de 193 goles en 269 partidos oficiales, posicionándolo en el 12.º puesto de entre los goleadores del país.

## Como director técnico
Como director técnico, Delfín Benítez Cáceres conquistó el Campeonato colombiano 1955 al dirigir al Deportivo Independiente Medellín, logrando así el primer título profesional nacional del club. También dirigió a Millonarios de Bogotá, donde obtuvo el subcampeonato en la primera división.
En 1959, Benítez Cáceres conquistó el campeonato de la Primera División de Venezuela con el Deportivo Español. Posteriormente, se radicó en Venezuela, residiendo en Caracas por más de 40 años.

## Estilo de juego
Rápido tanto en términos físicos como mentales. Ágil, astuto y destacado en la finalización. Exhibía una potencia devastadora en sus tiros al arco. Era un corredor hábil, valiente, con un elevado sentido del orgullo y una mística de campeón. Multifuncional en el ataque, era un definidor contundente e implacable. Presentaba un perfil atlético innato, con una notable "garra guaraní".[cita requerida]

## Clubes

### Como jugador
| Club                     | País      | Año       |
| ------------------------ | --------- | --------- |
| Libertad                 | Paraguay  | 1927-1932 |
| Boca Juniors             | Argentina | 1932-1939 |
| Racing Club              | Argentina | 1939-1941 |
| Ferro Carril Oeste       | Argentina | 1941-1944 |
| Libertad                 | Paraguay  | 1945      |
| La Salle F. C.           | Venezuela | 1946-1949 |
| Sporting de Barranquilla | Colombia  | 1950-1952 |
| Boca Juniors de Cali     | Colombia  | 1953      |

### Como entrenador
| Club                   | País      | Año       |
| ---------------------- | --------- | --------- |
| Independiente Medellín | Colombia  | 1954-1955 |
| Ciclista Lima          | Perú      | 1956      |
| Millonarios            | Colombia  | 1957      |
| Deportivo Español      | Venezuela | 1959      |

## Palmarés

### Títulos nacionales
| Título           | Club         | País      | Año  |
| ---------------- | ------------ | --------- | ---- |
| Primera División | Libertad     | Paraguay  | 1930 |
| Primera División | Boca Juniors | Argentina | 1934 |
| Primera División | Boca Juniors | Argentina | 1935 |
| Primera División | Libertad     | Paraguay  | 1945 |

### Distinciones individuales
| Distinción                                                     | Año  |
| -------------------------------------------------------------- | ---- |
| Máximo goleador de la Primera División de Argentina (33 goles) | 1940 |
| Condecorado como "Gloria del Fútbol Universal" por la Conmebol | 2000 |